# Línea M2 (Metro de Palma de Mallorca)
La Línea M2 del Metro de Palma de Mallorca fue una de las dos que conforman la red de ferrocarril metropolitano de la ciudad de Palma de Mallorca, en España. Realiza el trayecto entre la Estación Intermodal de Plaza de España y la Estación de Marrachí, ubicada en el municipio homónimo. El primer viaje se realizó el 13 de marzo de 2013, aunque la infraestructura existía desde mucho antes. Hasta esa fecha, el servicio ferroviario entre Palma y Marrachí era ofrecido por los trenes de cercanías de Servicios Ferroviarios de Mallorca (SFM), pero la compañía decidió en noviembre de 2012 convertirlo en un servicio de metro con la finalidad de ofrecer una mejor cobertura al área metropolitana de Palma de Mallorca. Consta de nueve estaciones y una longitud total de 8,3 km. La línea M2 está conectada con los trenes a Inca (T1), La Puebla (T2) y Manacor (T3) de SFM, con la línea M1 de metro, con las que comparte tres estaciones, y la terminal de autobuses interurbanos de Palma de Mallorca. 
El 29 de abril de 2022, SFM, decidió cerrar la línea, traspasando sus servicios a las líneas de cercanías, 9 años después de su apertura original, el 13 de marzo de 2013.
La titularidad y explotación de la línea corría a cargo del Gobierno de las Islas Baleares a través de las empresas públicas Servicios Ferroviarios de Mallorca (SFM) y el Consorcio de Transportes de Mallorca (CTM).

## Características generales
La distancia entre los carriles o raíles que conforman las vías de la línea M2 del metropolitano palmesano (ancho de vía) es de 1000 mm en toda la línea (ancho métrico). Los trenes circulan por la vía de su derecha, al igual que la mayoría de redes de ferrocarril que existen en España. Recorren una media de un kilómetro cada noventa segundos, tardando catorce minutos en realizar el recorrido completo. En el caso de que el trayecto se realizara sin efectuar paradas, el tiempo se reduciría a cinco minutos.
Está electrificado en la totalidad del recorrido. De los 8,35 kilómetros de recorrido, 1,5 km discurren a ocho metros de profundidad respecto al nivel de la calle. El tramo comprendido entre las estaciones de Son Costa-Son Forteza y Marrahcí discurre en superficie. La distancia entre los ejes de la vía es de 2,70 metros y el gálibo vertical mínimo de 5,50 metros. La pendiente no supera en ningún caso el 2,5% en la vía y el 0,2% en las estaciones. El metro nunca circula bajo edificaciones ya que el sistema constructivo utilizado (muro pantalla) así lo impide.
Todas las estaciones son accesibles mediante escaleras, mecánicas en algunas estaciones, y ascensores. Las medidas de los andenes son ochenta metros de largo y cinco de ancho. Las estaciones se diseñaron de manera que, una vez que se acceda a ellas, ya se vean las vías del tren. De esta manera se pretende facilitar el acceso al viajero así como ayudarle a orientarse. Tres de las estaciones son subterráneas, mientras que las seis restantes son en superficie y abiertas.
Son diez las estaciones que posee la línea en su recorrido:
1. Estación Intermodal de Plaza España
2. Jacinto Verdaguer
3. Son Costa - Son Fortesa
4. Son Fuster
5. Estación de Son Cladera / El Vivero
6. Virgen de Lluch
7. Puente de Inca
8. Puente de Inca Nuevo
9. Polígono de Marrachí
10. Marrachí

## Historia

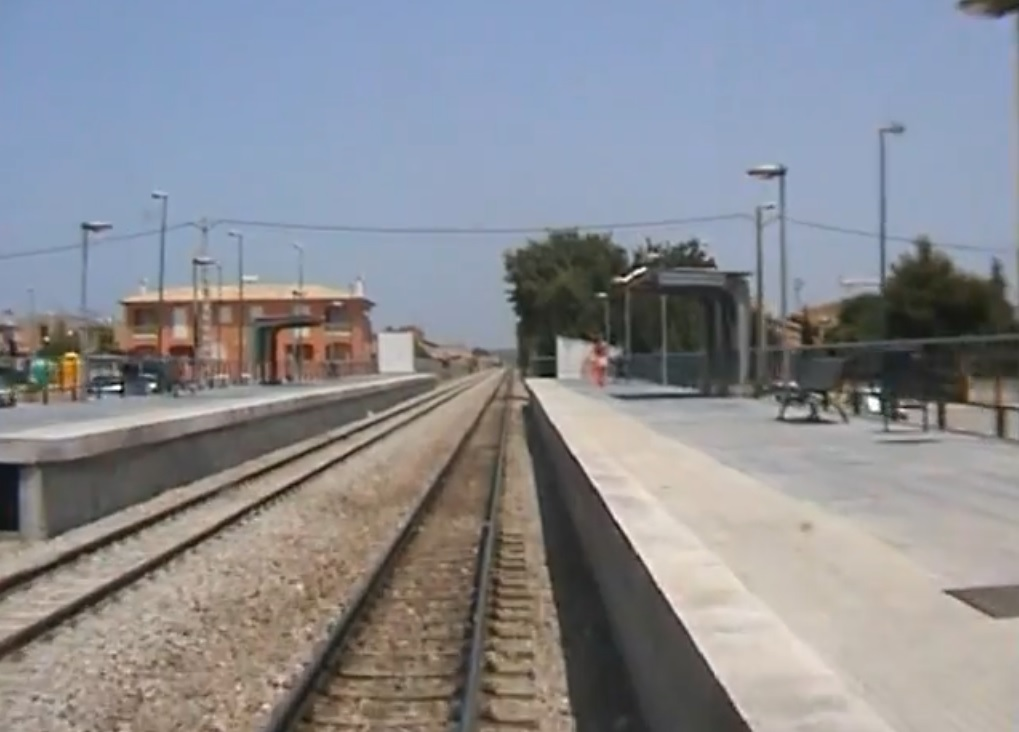
Estación de Puente de Inca Nuevo de la línea M2.

El Consorcio de Transportes de Mallorca anunció en noviembre de 2012 la creación de una segunda línea de metro, cuyo recorrido abarcaría las nueve estaciones que hay entre la Estación Intermodal y la Estación de Marrachí. El establecimiento de esta nueva línea no supondría ningún coste, ya que se utilizaría la infraestructura ya existente y el servicio lo darían aquellas unidades de metro inutilizadas. Con esto se buscaba reducir los tiempos de viaje en el área metropolitana de Palma de Mallorca por un lado, y entre la capital y otras localidades mallorquinas por otro, al no tener que hacer los cercanías tantas paradas. Su creación constituyó, junto a la de la línea Inca Express, parte de las medidas emprendidas por Servicios Ferroviarios de Mallorca para racionalizar y optimizar la gestión de sus recursos ferroviarios.
Los trabajos de adaptación se iniciaron en enero de 2013 y la nueva línea entró en servicio el 13 de marzo del mismo año.
Sin embargo, al igual que ya ocurriera con la línea M1, la constitución de este nuevo tramo de la red no estuvo exenta de polémica. Poco después de su apertura, el comité de empresa de la compañía ferroviaria tachó de «irresponsable» la creación de la misma atendiendo a que con la reconversión de ferrocarril a metro del tramo Plaza de España-Marrachí no se cumplían las medidas de seguridad necesarias. Los sindicatos basaron dicha afirmación en el hecho de que se establecía un sistema de personal propio de sistema metropolitano en una infraestructura con características de ferrocarril. Mayoritariamente, los usuarios del transporte público calificaron satisfactoriamente la constitución de la nueva línea; aumentaban las frecuencias y se reducía el tiempo de viaje, además los trenes no iban tan masificados como de costumbre —especialmente en las horas puntas— al realizar menos paradas. No obstante, su establecimiento afectó negativamente a los usuarios con origen o destino en alguna de las estaciones intermedias, ya que se veían obligados a efectuar un transbordo.
Pese a ello, algunos usuarios de la línea M2 expresaron al rotativo Diario de Mallorca su desconcierto ante la falta de información sobre el establecimiento de la misma. Puesto que no se llevaron a cabo grandes actuaciones en las paradas, no se cambió la cartelería y los nuevos horarios y frecuencias aparecían en carteles colocados tímidamente sobre los antiguos, la mayoría de viajeros no notó novedad alguna. A todo esto cabe añadir que aunque durante las semanas previas a la inauguración se había dicho que el servicio iba a ser ofrecido con las unidades sobrantes de la línea M1 o con la serie 91 que ya efectuaba el servicio Inca Express, durante sus tres primeros meses recorrieron la línea M2 cinco unidades de tres coches de la serie 81 de SFM, prácticamente idénticas a las que efectuaron los servicios de tren hasta el 12 de marzo de 2013. A partir del 1 de junio el servicio se efectuó con unidades de la serie 71, al igual que la línea M1.

## Parque móvil

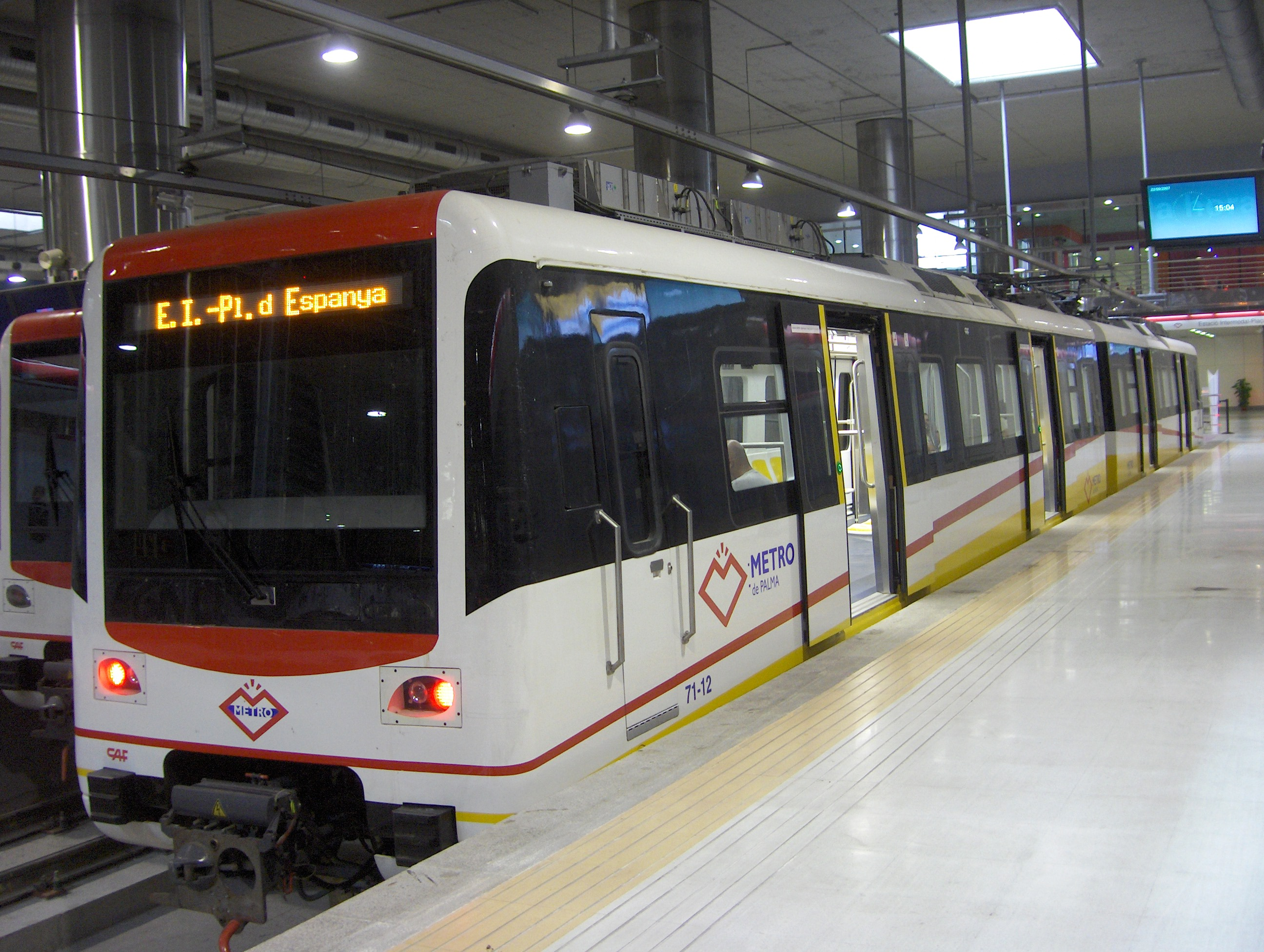
Una de las unidades CAF 71 del metro en la Estación Intermodal.

### Actual
Las unidades de las serie 71 de SFM cuentan con motor en ambos extremos y sus medidas son 33,08 metros de longitud, 3,99 de alto y 2,50 de ancho. La capacidad máxima de cada tren es de 306 pasajeros; 232 de pie y 74 sentados. El metro puede alcanzar una velocidad máxima de 100 km/h, con una aceleración máxima de 1,1 m/s² y una desaceleración máxima de 2 m/s². Cada unidad cuenta con un sistema de radio digital Tetra para comunicaciones Tren-tierra, ordenador de a bordo con comunicación de averías, anomalías y registrador de acontecimientos, puertas eléctricas antiatrapamiento, megafonía interior sensible al nivel de ruido, megafonía exterior, un pasillo adaptado a personas de movilidad reducida que permite intercirculación entre vagones, así como la intercomunicación entre el pasaje y el maquinista. También posee un circuito cerrado de televisión (CCTV) con cuatro cámaras por tren, paneles informativos, sistema de climatización regulable, faros xenón de largo alcance, dos plazas adaptadas a personas de movilidad reducida con avisos al maquinista, asientos con diseño antivandálico y un sistema que insonoriza las ruedas.

### Antiguo

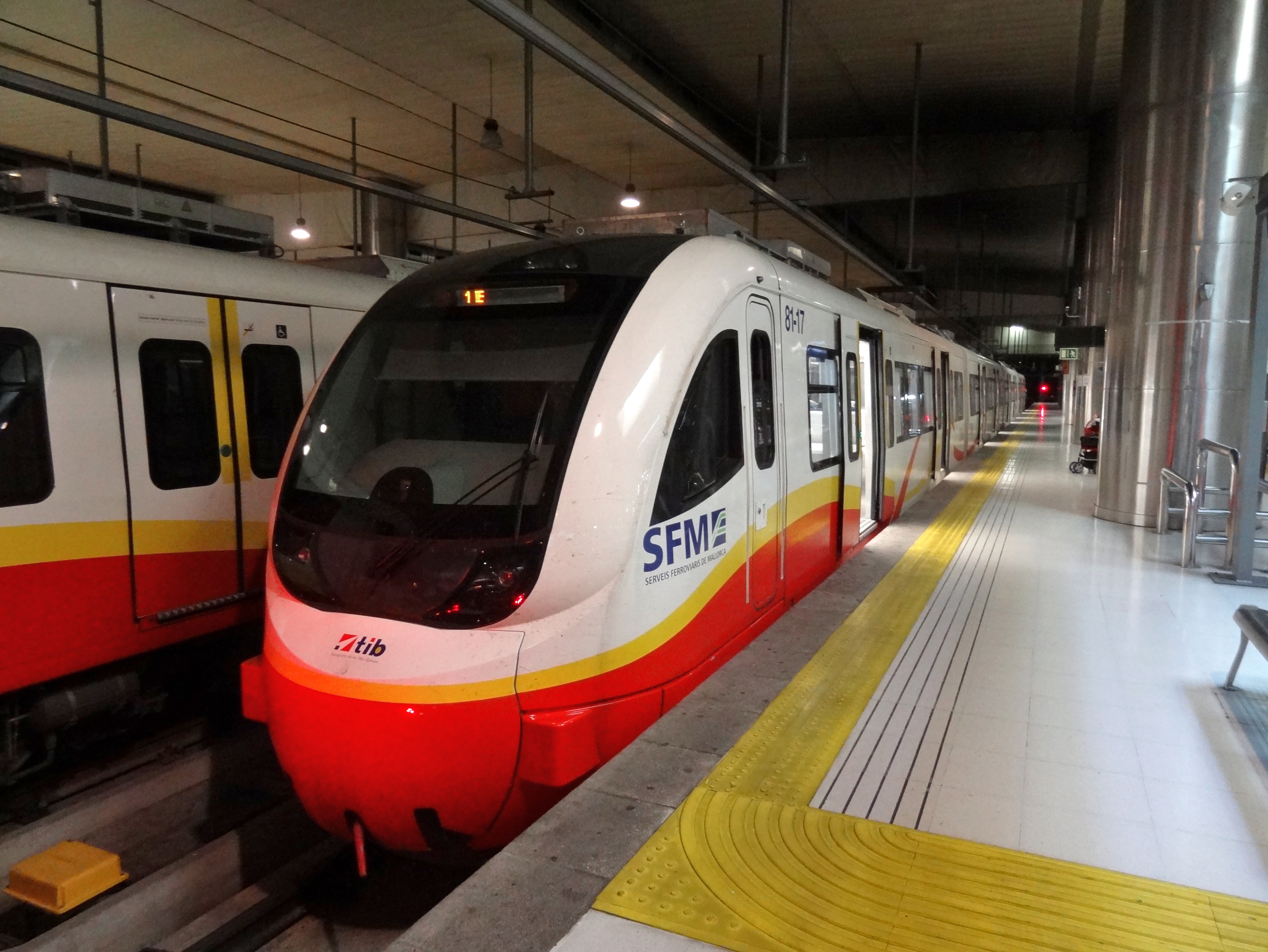
Serie 81 de SFM en la Estación Intermodal.

Entre el 13 de marzo y el 1 de junio de 2013 circularon por la línea M2 cinco unidades eléctricas de tres coches cada una de la Serie 81 de SFM. Fueron fabricados por Construcciones y Auxiliar de Ferrocarriles (CAF) entre los años 2008 y 2012. Al igual que la serie 71, contaban con motor en ambos extremos y sus medidas eran 22,80 metros de longitud, 3,20 de alto y 2,10 de ancho. La capacidad máxima de cada tren era de 386 pasajeros; 268 de pie y 118 sentados. Podía alcanzar una velocidad máxima de 100 km/h, con una aceleración máxima de 1,1 m/s² y una desaceleración máxima de 2 m/s². Se trataba de unidades modulares, es decir, que todos los vagones estaban conectados entre sí formando un único cuerpo. El diseño de las unidades estaba concebido para facilitar la accesibilidad total de personas con movilidad reducida, disponía de asientos preferentes en todos los coches, rampas de acceso con accionamiento neumático para personas en silla de ruedas y un área reservada con fijaciones y cinturón de seguridad. También contaba con espacios para bicicletas, indicación sonora de aviso de cierre de puertas y un buen nivel de iluminación interior. Poseía además monitores de televisión en cada departamento, indicadores de destino y audio con anuncio automático de estaciones. Era una unidad respetuosa con el medio ambiente, con un nivel de emisión acústica bajo, tracción eléctrica, sistema de frenado reostático y un dispositivo regenerador de recuperación de energía.